# Pachydissus evounai
Pachydissus evounai es una especie de escarabajo longicornio del género Pachydissus, tribu Cerambycini, subfamilia Cerambycinae. Fue descrita científicamente por Haller y Vitali en 2010.

## Descripción
Mide 27 milímetros de longitud.

## Distribución
Se distribuye por Camerún.